# Пален (город в Германии)
Па́лен (нем. Pahlen) — община в Германии, в земле Шлезвиг-Гольштейн.
Входит в состав района Дитмаршен. Подчиняется управлению КЛьГ Теллингштедт. Население составляет 1207 человек (на 31 декабря 2010 года). Занимает площадь 10,81 км².
Коммуна подразделяется на 2 сельских округа.